# Хајден (Кентаки)
Хајден (енгл. Hyden) град је у америчкој савезној држави Кентаки.

## Демографија
По попису из 2010. године број становника је 365, што је 161 (78,9%) становника више него 2000. године.
| Група             | 2000.       | 2010.       |
| Белци             | 201 (98,5%) | 351 (96,2%) |
| Афроамериканци    | 0 (0,0%)    | 0 (0,0%)    |
| Азијати           | 0 (0,0%)    | 4 (1,1%)    |
| Хиспаноамериканци | 2 (1,0%)    | 7 (1,9%)    |
| Укупно            | 204         | 365         |